# 新幾內亞新鰻鯰
軟刺新鰻鯰，為輻鰭魚綱鯰形目鰻鯰科的其中一種，分布於新幾內亞的淡水流域，體長可達21公分，為底棲性魚類，棲息在有沉積物的丘陵溪流河川，屬肉食性，生活習性不明。

## 擴展閱讀
維基物種上的相關：軟刺新鰻鯰